# Gavião-caranguejeiro
O gavião-caranguejeiro, bútio-caranguejeiro ou gavião-caranguejeiro-ruivo (Buteogallus aequinoctialis), também conhecido apenas como caranguejeiro ou como gavião-do-mangue, é um gavião da família dos acipitrídeos.

## Características
Apresenta cabeça, pescoço e partes superiores pardos-anegradas. Dorso e asas marrom-escuros com bordas rufas. Cauda preta com borda branca e estreita faixa mediana branca. Olhos marrons, cera e pernas amarelas. Mede de 42 a 46 centímetros, com peso de 595 a 796 gramas.

## Alimentação
Alimenta-se principalmente de caranguejos, que captura após mergulho a partir de um poleiro.

## Hábitos
Vive na região costeira, manguezais, pântanos e bordas de rios.
Usualmente visto em pares. Pode ser observado sobrevoando manguezais.

## Distribuição Geográfica
Ocorre na costa atlântica da América do Sul, da foz do Rio Orinoco à costa do Paraná. 